# Pure Reason Revolution
Pour les articles homonymes, voir PRR.
Pure Reason Revolution est un groupe de rock progressif britannique, originaire de Westminster, en Angleterre. Leurs influences sont vastes (Pink Floyd, Led Zeppelin, Nirvana, Porcupine Tree, Smashing Pumpkins, etc.), tout comme leur musique qui va du rock progressif à la musique électronique.
Le groupe est composé de Jon Courtney (chant, guitare et clavier), Chloë Alper (chant, basse et clavier), Jamie Willcox (guitare et chant) et Paul Glover (batterie). Le groupe se sépare en 2011, l'annonce ayant été faite le 9 août de la même année. Rick Wakeman du Guardian leur attribue une note favorable,,. Les membres partagent aussi leur passion pour des groupes comme Pink Floyd, Porcupine Tree, Nirvana, Justice, Kraftwerk et Fleetwood Mac,.

## Biographie

### The Sunset Sound
Pure Reason Revolution se lance initialement sous le nom de The Sunset Sound, qui comprend les frères Courtney, Chloë Alper et, pendant un moment, Jim Dobson. Les frères Courtney jouaient avec le groupe de pop punk Gel, qui a été signé par Seymour Stein, fondateur de Sire Records. Alper chantait au sein de Period Pains, qui a engendré un single anti-Spice Girls en 1997.
Le groupe est rejoint par Tom Leathes (chant, guitare) et Bob Cooper (basse). Leur premier single, Moving, est joué sur les chaines de radio BBC Radio 1 (où le groupe a été testé par Steve Lamacq), XFM et LA's KROQ.

### Débuts
Courtney J, Dobson et Jong se rencontrent à l'Université de Westminster 2000-2003 et effectuent plusieurs changements de formation avant de former Pure Reason Revolution (PRR).
Le groupe signe avec le label Poptones d'Alan McGee pour une sortie à part Apprentice of the Universe (qui atteint la 74e place des charts nationaux). En signant avec SonyBMG à l'automne 2004, l'année suivante assiste à la sortie de deux singles - Bright Ambassadors of Morning (12 minutes, dont le titre vient du morceau Echoes de  Pink Floyd de l'album Meddle), et The Intention Craft - et un mini-album, Cautionary Tales for the Brave.
En mars 2005, le groupe participe au festival South by Southwest d'Austin, Texas, jouant plusieurs concerts nord-américains et régulièrement sur le circuit britannique. À cette période, PRR joue avec Mew, Hope of the States, Secret Machines, et Oceansize, en plus de jouer leurs propres concerts en tête d'affiche et d'enregistrer des sessions pour Radio Two et Xfm. Au printemps 2005, Jong quitte le groupe et est remplacé par Jamie Willcox.
Leur premier album, The Dark Third, est publié le 10 avril 2006 au Royaume-Uni, et produit par Paul Northfield (Rush, Porcupine Tree, Gentle Giant, Dream Theater). En été 2006, avec son épouse, Susanne Courtney] enceinte de leur premier enfant, Andrew Courtney quitte le groupe. Il est remplacé par Paul Glover, ex-Wire Jesus. En décembre 2006, le groupe se sépare de Sony/BMG.
Le 16 février 2007, la version européenne est publiée sous licence d'InsideOut Music. Pure Reason Revolution joue en soutien à Blackfield pendant leur tournée européenne en février 2007. Ils jouent aux côtés du nouveau batteur Paul Glover. Après la tournée, le groupe enregistre la suite de The Dark Third. En juin, ils partent pour les États-Unis jouer au festival NEARfest. Ils sortent un EP quatre titres de Victorious Cupid chez ORG Records le 14 avril 2008, accompagné d'un concert à Londres le 12 avril 2008,. Un album live intitulé Live at NEARfest 2007 est publié le 20 juin 2008.

### Amor Vincit Omnia
En avril 2008, le groupe signe au label allemand Superball Music pour la sortie du prochain album, Amor Vincit Omnia. Le 5 mars 2009, le groupe tourne pour 12 concerts britannique et approximativement 22 concerts en Europe,. Le groupe devient morceau de la semaine sur Kerrang! Radio et morceau de l'année sur Classic Rock Magazine.

### Hammer and Anvil
Le groupe termine son troisième album, Hammer and Anvil, publié chez Superball Music le 15 octobre 2010 en Allemagne, en Autriche et en Suisse, et le 18 octobre pour le reste de l'Europe. L'album est co-produit et co-écrit par Courtney et Tom Bellamy. Le groupe joue une série de concerts à Londres, en Allemagne et aux Pays-Bas pendant l'été 2010, et une mini-tournée allemande en février 2011.
Le 9 août 2011, le groupe annonce sa séparation et des derniers concerts pour novembre 2011. Le 5 novembre 2011, le groupe publie un dernier EP, Valour,.

### Retour avecEupnea
Le 22 juin 2019, dans le cadre du Midsummer Prog Festival, le groupe se réunit pour rejouer leur premier album The Dark Third après 8 ans de séparation.
Le 22 janvier 2020, le groupe annonce sur leur page Facebook un nouvel album, Eupnea, qui devrait comporter 6 titres. La date de sortie communiquée est le 3 avril 2020.

### Membres
- Jon Courtney - chant, guitare, claviers
- Chloë Alper - chant, basse,
- Jamie Willcox - chant, guitare (2005-2011)
- Paul Glover - batterie (2006-2011)
- Jim Dobson - claviers, basse, violon, guitare, chant (2003-2006)
- Andrew Courtney - batterie - (2006-2011)
- Greg Jong - chant, guitare (2005-2011)

## Discographie

### Albums studio
- 2006 : The Dark Third
- 2009 : Amor Vincit Omnia
- 2010 : Hammer and Anvil
- 2020 : Eupnea
- 2022 : Above Cirrus
- 2024 : Coming Up to Consciousness

### Album live
- 2008 : Live at NEARfest 2007

### EP
- 2005 : Cautionary Tales for the Brave
- 2011 : Valour EP

### Singles
- 2004 : Apprentice of the Universe
- 2005 : The Bright Ambassadors of Morning
- 2005 : The Intention Craft
- 2007 : Victorious Cupid
- 2009 : Deus Ex Machina
- 2011 : Valour